# Caupolicana egregia
Caupolicana egregia är en biart som beskrevs av Heinrich Friese 1906. Caupolicana egregia ingår i släktet Caupolicana och familjen korttungebin. Inga underarter finns listade.